# موش خاردار
موش خاردار (نام علمی: Acomys) نام یک سرده از زیرخانواده نیاموشان است.